# Grégoire-Besson
 GB Group eller Grégoire-Besson S.A.S. er en fransk producent af jordbrugsmaskiner med hovedkvarter i Montfaucon-Montigné, Pays de la Loire. Produkterne inkluderer plove, tallerkenharver og harver.